# Liste der Gerichte im Fürstentum Hohenzollern-Hechingen
Diese Liste nennt die Gerichte in Hohenzollern-Hechingen.

## Gerichte
Eingangsgericht war die Justizkanzlei Hechingen.
Oberstes Gericht in Hohenzollern-Hechingen war die Kanzlei als Appellationsgericht Hechingen. 1833 wurde die Justizkanzlei in Oberamt Hechingen umbenannt.
Darüber stand zunächst das großherzoglich hessische Oberappellationsgericht Darmstadt, dass 1822 per Staatsvertrag diese Funktion übertragen bekommen hatte. Mit Staatsvertrag vom 26. September 1823 übernahm stattdessen das Obertribunal Stuttgart die Rolle des Oberappellationsgerichtes.
Mit der Märzrevolution 1848 erfolgte die Trennung der Rechtsprechung von der Verwaltung. Nun wurde ein Oberappellationsgericht Hechingen und ein Appellationsgericht Hechingen eingerichtet.
Mit der Auflösung des Fürstentums und der Angliederung an Preußen als Hohenzollernsche Lande wurde auch die Gerichtsorganisation angepasst. Zum 1. Januar 1852 wurde ein königlich preußisches Kreisgericht, das Kreisgericht Hechingen, eingerichtet. Nun ging der Instanzenzug im Appellationsgericht Arnsberg und zum Obertribunal Berlin.